# Енергетик (газета)
Газета Енергетик (рос. Энерегетик) — періодичне щотижневе друковане видання, засноване трудовим колективом Вуглегірської ТЕС в 1988 році. Газета висвітлювала не лише теми пов'язані з підприємством, а фактично була друкованим місцевим виданням про новини та проблеми м. Світлодарськ та навколишніх населених пунктів. Офіційна інформація, звіти та оголошення від Світлодарської міської ради також публікувалися в газеті. Газета видавалася в друкованому вигляді до 2022 року. Після окупації міста Світлодарськ та Вуглегірської ТЕС в серпні 2022 року військами ЗС РФ — видання продовжило роботу лише у соціальних мережах, однак повноцінні випуски газети більше не видавалися.

## Історія
Заснована трудовим колективом Вуглегірської ТЕС. Перше друковане видання в лютому 1988 році. Редактор — Завгородній О. І.
Реєстраційне свідоцтво ДЦ № 1061 від 10.02.1994 року.
З 2008 року — редактором газети стає — Безпальчук Л. С.
Друкувалася щотижневим накладом — 1000 екземплярів до 2003 року, далі наклад зменшився до 200—400 екземплярів З 2016 року наклад повернувся до 1000 екземплярів
З 2015 року збільшується доля статей на українській мові.
Станом на 2022 рік видано понад 2000 номерів газети.

## Формат видання
З моменту заснування газети — чорно-білий друк на газетному папері формату А3 в 4 полоси (сторінки).
З 2003 року формат газети залишається А3, чорно-білий друк та змінюється компонування інформації в 2 полоси (сторінки).
В 2008 році формат газети збільшується до А2, залишається чорно-білий друк, повертаються 4 полоси (сторінки).
З 2016 року — формат газети повертається до розміру А3, однак стає кольоровий друк на білому глянцевому папері та 2 полоси розміщення інформації.
Газета друкувалася в різні періоди в Дебальцівській типографії, Артемівській міській типографії та у ФОП.